# John P. Marshall
John P. Marshall (Liverpool, Egyesült Királyság, 1978. július 21. –) brit származású üzletember. 2006 óta él Magyarországon. Az Aspire Group and Associates Ltd. elnöke és tulajdonosa, a Vác FC futball klub tulajdonosa.

## Élete
John P. Marshall a Liverpool közelében fekvő Aughtonban nőtt fel. Édesapja, Peter az Aucklandi Bishopból származik, édesanyja, Daniela cseh származású, aki 22 évesen költözött az Egyesült Királyságba. Házasságukból 4 gyermekük született: 2 fiú és 2 lány. John 8 éves korában a szülők elváltak, ezután az édesanyja nevelte. Édesanyja később újraházasodott, ebből a kapcsolatból született John 2 féltestvére.
John Marshall 11 éves koráig a Town Green Schoolba járt, ezután az Ormskirk Grammar, majd Ormskirk College diákja volt. 1997-ben érettségizett, majd Aigburth-be költözött és házaló ügynökként kezdett dolgozni.

## Üzleti karrierje
Első munkahelye a Calortex (a Calor Gas és a Texaco vegyesvállalata) volt, ahol az üzletkötői hálózat kiépítése volt a feladata. 2001-től az Olan Mills Portrait Studios munkatársaként az Egyesült Királyságban működő, több mint 80 stúdiót irányította.
2003-ban alapította első saját vállalkozását Tech Asia Recruitment Consultancy néven, amely angol nyelvtanárok elhelyezkedését segítette Dél-Koreai iskolákban.
2004-ben nevezték ki a Marbellán működő, luxusingatlanokra specializálódott Homes Deluxe Ltd kereskedelmi igazgatójává.
2006-ban költözött Budapestre, ahol a Crown Global Ltd fejlesztési igazgatójaként helyezkedett el, részt vett a The Gardens Budapest elnevezésű ingatlanprojekt marketingstratégiájának kidolgozásában valamint maximalizálta a hasznosítható területet.
Az Aspire Group and Associates cégét 2009-ben alapította, fő tevékenységi köre az ingatlanfejlesztés, a sport befektetés és a szoftverfejlesztés. A cég 2012 júliusában szerezte meg a Vác FC 100%-os tulajdonrészét.
Tagja a magyarországi Brit Kereskedelmi Kamarának.

## Futball befektetései

### Vác FC
A John Marshall tulajdonában lévő Aspire GA 2012 áprilisában kezdett tárgyalásokat a Dunakanyar-Vác Futball Klub megvételére. A különböző jogi vitákat követően Marshall cége 2012 júliusában tett kísérletet a Vác FC 100%-os tulajdonrészének megvételére.
A következő hónapokban a Vác FC körül egyre bonyolultabbá vált a jogi és pénzügyi helyzet, mert az előző tulajdonos, Héger József vitatta Marshall tulajdonjogát. A váci városi vezetés és a csapat tagjai az egyre súlyosbodó helyzetben az angol befektető mellett álltak ki.
A téli szünetet követően sem konszolidálódott a helyzet Marshall és a korábbi klubtulajdonos között, így a váci városvezetés megvonta az önkormányzati tulajdonban lévő stadion a pályahasználati jogot. Ezután a játékosok, akik már fél éve nem kapták meg fizetésüket a korábbi tulajdonostól felfüggesztették a játékot addig, amíg a munkához szükséges feltételeket (edző, felszerelés és fizetés) nem biztosítják a számukra. Ez a licenctörvény súlyos megsértését jelentette 3 pontban is.
A kaotikus helyzetben az Magyar Labdarúgó Szövetség vizsgálatot kezdeményezett a klub működésére vonatkozóan. A vizsgálat végül 2013 március 26-án azzal zárult, hogy az MLSZ megvonta a licencet Héger József cégétől, a Dunakanyar-Vác FC-től, majd az NB II-ből is kizárták a csapatot.
A hónapokig tartó bizonytalanságot követően az Aspire Group végül megszerezte a Pest megyei első osztályú bajnokságban való indulás jogát a Vác FC-nek, így „az angol tulajdonos tiszta lappal veheti végre saját kezébe a patinás múlttal és irigylésre méltó utánpótlásbázissal büszkélkedő felnőtt váci labdarúgás irányítását.”
2013 nyarán Marshall szerződtette a legendás edzőt, Csank Jánost aki 1994-ben bajnokságot nyert a csapattal és a magyar válogatott szövetségi kapitányaként is ismertté vált. A mesteredző a klubhoz fűződő múltja miatt vállalta el a vezetőedzői kinevezést „a klub különleges helyet foglal el a szívemben, így szinte kötelességemnek éreztem, hogy segítsek, hogy visszatérjek".
John Marshall a 2013-14-es idényben 40 milliós költségvetést biztosít a Vác FC működéséhez, amellyel célja, hogy a következő szezonban a csapat az NB III-ban indulhasson. A szezon első felében a csapat 12 nyert és 3 döntetlen mérkőzés után veretlenül áll a bajnokság élén.

### Egri FC
2013 februárjában Marshall tanácsadóinak javaslatára 75%-os tulajdonrészt vásárolt az Egri FC-ben, amelyet a korábbi főszponzor már nem tudott tovább finanszírozni. Bár a felmerülő költségek magasabbak voltak a vártnál, Marshall megkezdte az Egri FC konszolidációját a játékosok elmaradt béreinek kifizetésével és az egri stadionban elengedhetetlenné vált világítás kiépítésének elindításával. Mindezek ellenére 2013 áprilisának végén az egri önkormányzat bejelentette, hogy nem támogatja tovább az Egri FC működését. A lépésre válaszul Marshall úgy döntött, hogy eladja részesedését a klubban, az új egri tulajdonos 2013. május végétől Kósa Sándor lett.

## Magánélete
Egyedülálló, gyermeke nincs.

## Külső hivatkozások
- Az Aspire GA hivatalos oldala
- John P. Marshall hivatalos oldala
- John P. Marshall about.me oldala